# Locomotiva kkStB 380
Le locomotive kkStB 380 erano locomotive a vapore con tender di rodiggio 1-5-0, di costruzione austriaca per il traino di treni su linee di montagna delle ferrovie imperial-regie di stato dell'Austria.

## Storia
Le locomotive della serie 380 furono concepite per il traino di treni pesanti su linee a forte pendenza e rappresentarono l'ultimo lavoro di successo di Karl Gölsdorf. Una prima serie di due unità (380.01-02) venne consegnata dalla fabbrica di stato (StEG) e raggiunse in prova prestazioni eccellenti in potenza dimostrando di poter sviluppare 1.645 CV. Le macchine di serie vennero ordinate in numero di 26 unità, immatricolate come 380.100-125, alla stessa fabbrica di locomotive StEG, alla fabbrica di Wiener Neustadt e alla fabbrica di locomotive Floridsdorf; le consegne avvennero tra 1911 e 1914.
La fine della prima guerra mondiale portò alla spartizione delle macchine con l'incorporazione nel parco rotabili italiano delle Ferrovie dello Stato di nove locomotive kkStB 380 che assunsero la classificazione di "Gruppo 479" con numerazione progressiva 001-009.. Altre 7 unità andarono a formare il gruppo JDŽ 07 mentre il resto venne immesso nel gruppo BBÖ 380 delle nuove ferrovie statali austriache. Undici di queste ultime, nel 1938, in seguito all'Anschluss, vennero reimmatricolate dalla Deutsche Reichsbahn come DR 58 951-961.

## Caratteristiche
Le kkStB 380 erano locomotive di concezione classica del tempo, di notevole potenza, ed adatte al traino di treni merci su linee di montagna. La caldaia forniva vapore surriscaldato al motore a 4 cilindri e doppia espansione. Il rodiggio a cinque assi accoppiati con carrello anteriore a un asse rendeva possibile una massa aderente di 70 t e quindi una elevata capacità di traino su una massa complessiva in assetto di servizio della locomotiva di oltre 80 t.